# Erik Ekman
Sven Erik Ekman, född 16 februari 1906 i Uppsala, död 4 mars 1986 i Vaksala, var en svensk målare. 
Han var son till professorn Sven Ekman och Frida Bengtsson. Ekman avlade studentexamen 1926 och bedrev därefter juridiska studier vid Uppsala universitet 1927–1930. Han studerade konst vid Högre konstindustriella skolan i Stockholm 1930–1931 och vid Akademie für graphische Künste und Buchgewerbe i Leipzig 1931–1932 med mindre avbrott för målningsstudier för Otte Sköld och Edward Berggren. Efter studierna arbetade han som tecknare och layoutman på olika annonsbyråer i Stockholm och Göteborg. Han fortsatte sina konststudier för Otte Sköld 1940–1941 och Isaac Grünewald 1942–1944 och var därefter verksam som konstnär på heltid.
Separat ställde han ut i Stockholm, Göteborg, Örebro och Uppsala samt medverkade i samlingsutställningar med Sveriges allmänna konstförening och Uplands konstförening. Hans konst består av stilleben, naket, porträtt och modellstudier.
Ekman är representerad vid Hudiksvalls museum. Han är begravd på Uppsala gamla kyrkogård.